# Opus latericium

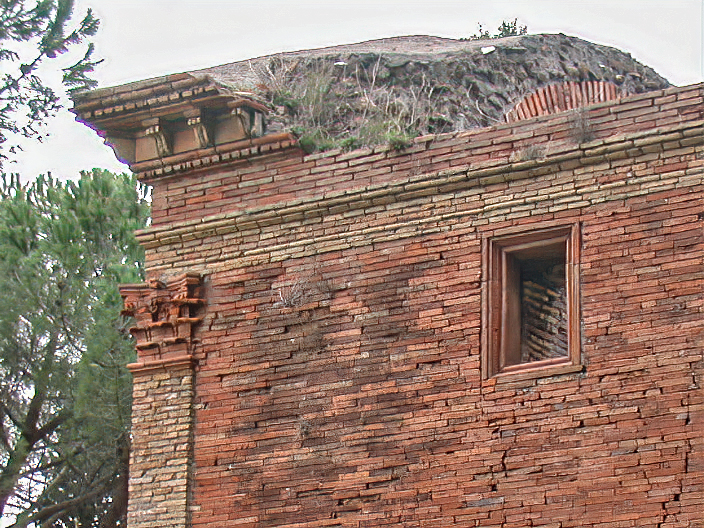
Příklad užití techniky opus latericium na hrobce při Via Appia v Římě

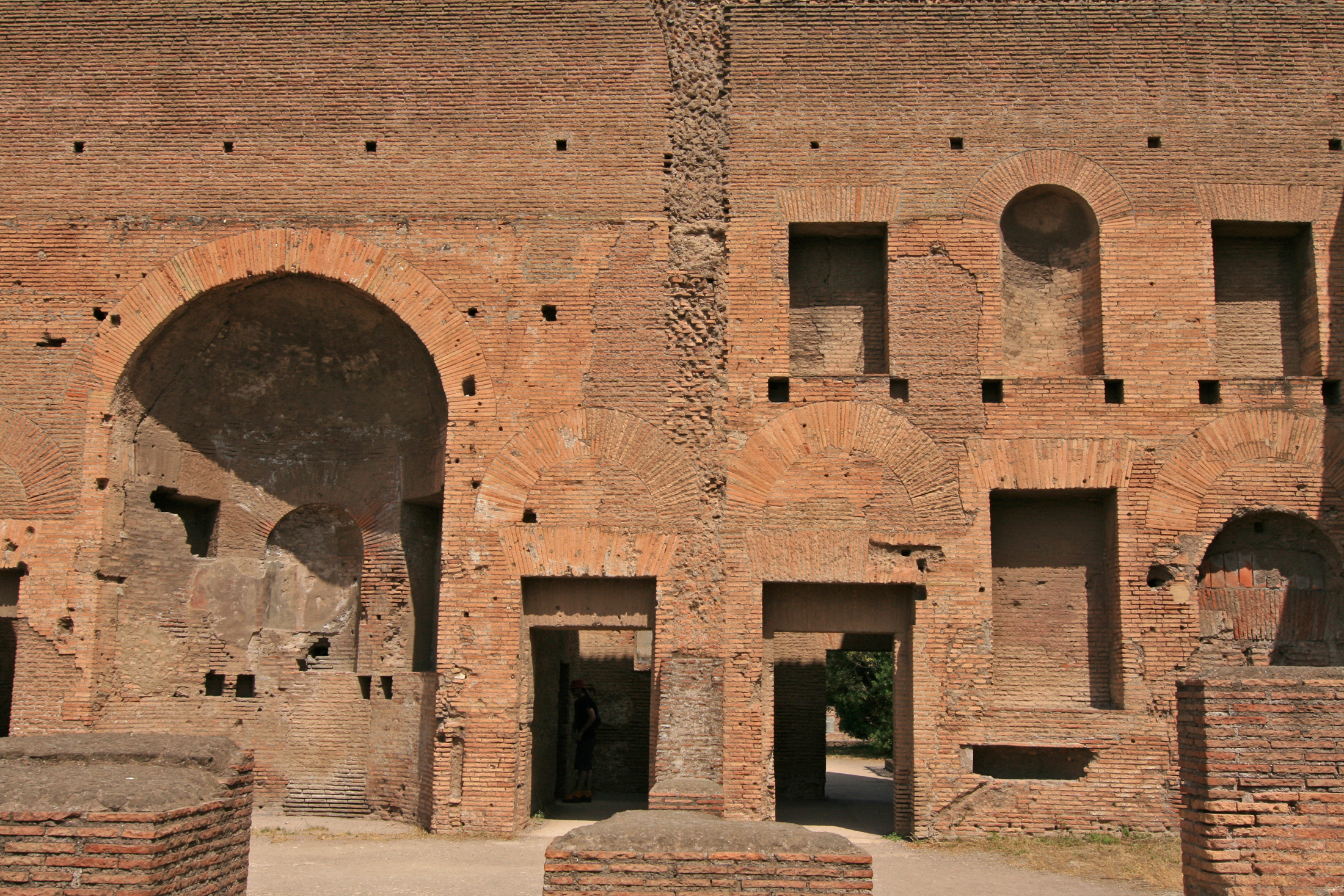
Stěna jedné z částí (Domus Augustana) Domitiánova paláce v Římě

Opus latericium (latinské sousloví, znamenající práci, dílo (opus) a cihelnou konstrukci (trojvýchodné adjektivum latericius, -a, -um, odvozené od substantiva later,-eris, m. - cihla) označuje takovou formu starověké římské konstrukce, v níž je betonové jádro opus caementum obaleno pláštěm z cihel (režného zdiva).
Opus latericium bylo nejdůležitější formou konstrukce stěn v starověkém císařském Římě. Vitruvius připisuje prvenství v genezi tohoto typu konstrukcí Řekům, když jej odvozuje z řeckého emplekton, místo původního hlazeného kusového kamene na líci stěn upřednostňuje však nepálenou cihlu a zaznamenává, že toto římské emplekton (termín opus latericium u Vitruvia nefiguruje) je rozšířeno i na římském venkově.